# عاشقان و دروغگوها
عاشقان و دروغگوها (به انگلیسی: Lovers and Liars) فیلمی محصول سال ۱۹۷۹ و به کارگردانی ماریو مونیچلی است. در این فیلم بازیگرانی همچون گلدی هان، جانکارلو جانینی، کلودین اوژه، لائورا بتی، اورور کلمان، آندریا فریول، رنتسو مونتانیانی و فرانکا تامانتینی ایفای نقش کرده‌اند.